# Spaarndamseweg
De Spaarndamseweg, voorheen Spaarndammerweg, is een weg in de Noord-Hollandse stad Haarlem. De weg ligt in het stadsdeel Haarlem-Noord en loopt langs de rivier het Spaarne, die plaatselijk het Noorder Buiten Spaarne wordt genoemd. De weg loopt vanaf de noordoostpunt van het centrum naar het dorp Spaarndam, dat tot Haarlem behoort.

## Geschiedenis
De Spaarndamseweg is in de middeleeuwen ontstaan als jaagpad die tussen de twee eerder genoemde plaatsen liep. Deze weg had destijds voornamelijk een agrarisch karakter met enige buitenplaatsen en kwekerijen en dichter bij de stad een aantal stedelijke functies. Het Jaagpad liep parallel aan de strandwal waarop het centrum van Haarlem is gebouwd en waarop ten noorden daarvan de Schoterweg en de Rijksstraatweg zijn aangelegd. Het Jaagpad lag op veengrond langs de oever van de rivier.
Eind 19e eeuw begon zich industriële bedrijvigheid te vestigen aan het Spaarne en de Spaarndamseweg, destijds gelegen in de gemeente Schoten. Voorbeelden hiervan zijn: scheepswerven, zoals: Werf Conrad en de Gemeentewerf; fabrieken, zoals de Pulp- en Jamfabriek Kenau, Schoter Gasfabriek, Haarlemsche Verffabriek, Schell, Visno en Sonneborn. Andere bedrijvigheid langs de weg bestond uit Filippo Bouwmaterialen en de Drankenhandel Oud.
De Werf Conrad bevond zich ter hoogte van de Paul Krugerkade direct achter de Spaarndamseweg. Vanaf het Spaarne liep de de Paul Krugervaart langs de -kade die naar de havenarm van de scheepswerf leidde. De vaart werd bij het Spaarne overspannen door de Paul Krugerbrug. Deze werd in 1963 afgebroken. Langs de Paul Krugervaart bevond zich meer industriële bedrijvigheid onder andere de fabrieken van Union Chocolade, Van Dijk’s Koek- en Beschuitfabriek en Vermaats Moderne Bakkerijen waren hier gevestigd.
De meeste industrie heeft sinds eind 20e eeuw plaatsgemaakt voor woningbouw en of is verhuisd naar het aan de overkant van de rivier gelegen industrieterrein Waarderpolder.

## Beschrijving
De weg begint in Haarlem net ten noordoosten van het Centrum bij de Vrouwehekbrug over de Kloppersingel. Net ten noorden van deze brug en de Prinsenbrug ligt het kantoor van de gemeentelijke Havendienst. Vanaf hier loopt de weg in noordelijke richting. De weg vormt hier een boulevard langs de kade van het Spaarne.
Er bevinden zich enkele gemeentelijke monumenten, waaronder de Amsterdamse schoolwoningen op nummers 404-422. In deze panden zat de Drankenhandel Oud.
En het laatste gedeelte van de weg loopt langs de Hekslootpolder en door het provinciaal monument Stelling van Amsterdam nabij het Fort bezuiden Spaarndam.